# Зяк-Ішметово
Зяк-Ішме́тово (рос. Зяк-Ишметово, башк. Зәк-Ишмәт) — село у складі Куюргазинського району Башкортостану, Росія. Адміністративний центр Зяк-Ішметовської сільської ради.
Населення — 682 особи (2010; 790 в 2002).
Національний склад:
- татари — 80%